# Common Intermediate Language
A Common Intermediate Language (CIL) a legalacsonyabb szintű, ember által olvasható programozási nyelv a .NET Keretrendszerben és a Common Language Infrastructure-ben. Azok a nyelvek, melyek a .NET keretrendszert vagy a Monot használják, a CIL-re fordítanak, ami aztán kezelt kódra fordul. A CIL egy teljesen objektumorientált és verem-alapú assembly nyelv, melyet egy futásidejű környezet hajt végre. Az elsődleges .NET nyelvek a C#, a Visual Basic .NET és a Managed C++. Bájtkódja tovább fordítható natív kódra is.
A .NET nyelvek béta kiadásakor a CIL-t még Microsoft Intermediate Language-nek (MSIL) hívták. A szabványosításnak köszönhetően a kezelt kód neve hivatalosan CIL.
A CIL egy másik jelentésében C Intermediate Language-re utal, ami a C egy egyszerűsített változata, amire a kódot további elemzés céljára használják.

## Bővebben
Az Assemblyvel szemben a CIL független a processzortól és az operációs rendszertől. Bármely környezetben végrehajtható, ami támogatja a Common Language Infrastructure-t, mint a .NET runtime Windowson, vagy a több platformos Mono futtatórendszer. Ez elméletben szükségtelenné teszi a különböző változatok terjesztését különböző CPU-kra és operációs rendszerekre.
A végrehajtás folyamata a következő:
- A forráskódot CIL-re konvertálják, ami a CLI assemblyje.
- A CIL bájtkódra fordul, és CLI Assemblyt hoznak belőle tére.
- Ennek végrehajtása közben a futtatókörnyezet JIT fordítója natív kódot generál. Ezt a lépést előzetesen is el lehet végezni, de ezzel elveszítjük a hordozhatóságot.
- A processzor végrehajtja a natív kódot.

## Utasításkészlet
A CIL bájtkódnak ezekre vannak utasításai:
- Betöltés és tárolás
- Aritmetika
- Típuskonverzió
- Objektumok készítése és kezelése
- Operandusok veremkezelése
- Vezérlésátadás
- Metódushívás és visszatérés
- Kivételdobás
- Monitor alapú párhuzamosság
- Pointerkezelés a C++/CLI és a nem biztonságos C# számára

## Számítási modell
A Common Intermediate Language objektumorientált és verem alapú. Ez azt jelenti, hogy regiszterek helyett az adatok verembe kerülnek, ami különbözik a legtöbb CPU architektúra Assemblyjétől.
Egy összeadás az x86 Assemblyjétől:
```
add eax, edx

```

A megfelelő kód az IL nyelvben:
```
ldloc.0
ldloc.1
add
stloc.0    // a = a + b or a += b;

```

Itt két local változó kerül a verembe. Add utasítás hívásakor az operandusok kikerülnek a veremből, majd az eredmény vissza. A visszamaradt érték az első localba kerül.

## Objektumorientáltság
Az objektumorientáltság lehetővé teszi osztályok definiálását mezőkkel és metódusokkal együtt.
A CIL-t objektumorientáltnak tervezték, és minden metódusnak osztályban kell lennie. Így például ennek a static metódusnak is:
```
.
class
 
public
 
Foo

{

    
.
method
 
public
 
static
 
int32
 
Add
(
int32
,
 
int32
)
 
cil
 
managed

    
{

        
.
maxstack
 
2

        
ldarg
.
0
 
// load the first argument;

        
ldarg
.
1
 
// load the second argument;

        
add
     
// add them;

        
ret
     
// return the result;

    
}

}

```

A static azt jelenti, hogy a metódus nem példányhoz, hanem osztályhoz tartozik. Úgy használható, mint C#-ban:
```
int
 
r
 
=
 
Foo
.
Add
(
2
,
 
3
);
    
// 5

```

CIL kódban:
```
ldc
.
i4
.
2

ldc
.
i4
.
3

call
 
int32
 
Foo
::
Add
(
int32
,
 
int32
)

stloc
.
0

```

### Példányosztályok
A példányosztályok tartalmaznak legalább egy konstruktort és példány adattagokat. Tartalmazhatnak mindezekből static elemeket, de nem lehet minden elemük static. Az alábbi példa egy autók mozgását modellező osztály váza.
```
.
class
 
public
 
Car

{

    
.
method
 
public
 
specialname
 
rtspecialname
 
instance
 
void
 
.
ctor
(
int32
,
 
int32
)
 
cil
 
managed

    
{

        
/* Constructor */

    
}

    
.
method
 
public
 
void
 
Move
(
int32
)
 
cil
 
managed

    
{

        
/* Omitting implementation */

    
}

    
.
method
 
public
 
void
 
TurnRight
()
 
cil
 
managed

    
{

        
/* Omitting implementation */

    
}

    
.
method
 
public
 
void
 
TurnLeft
()
 
cil
 
managed

    
{

        
/* Omitting implementation */

    
}

    
.
method
 
public
 
void
 
Brake
()
 
cil
 
managed

    
{

        
/* Omitting implementation */

    
}

}

```

### Objektumok létrehozása
C#-ban az osztályok így példányosíthatók:
```
Car
 
myCar
 
=
 
new
 
Car
(
1
,
 
4
);
 

Car
 
yourCar
 
=
 
new
 
Car
(
1
,
 
3
);

```

Ez hasonlóan működik a CIL-ben:
```
ldc
.
i4
.
1

ldc
.
i4
.
4

newobj
 
instance
 
void
 
Car
::.
ctor
(
int
,
 
int
)

stloc
.
0
    
// myCar = new Car(1, 4);

ldc
.
i4
.
1

ldc
.
i4
.
3

newobj
 
instance
 
void
 
Car
::.
ctor
(
int
,
 
int
)

stloc
.
1
    
// yourCar = new Car(1, 3);

```

### Metódusok hívása
Metódusok hívása a C#-ban:
```
myCar
.
Move
(
3
);

```

A CIL-ben:
```
ldloc
.
0
    
// Load the object "myCar" on the stack

ldc
.
i4
.
3

call
 
instance
 
void
 
Car
::
Move
(
int32
)

```

### Metaadatok
A CLI metaadatokban tárol információt az osztályokról. Ahogy a típuskönyvtár a Component Object Modelben, ez lehetővé teszi, hogy az alkalmazások felderítsék és felhasználják az interfészeket, osztályokat, típusokat, metódusokat és mezőket. A metaadatok olvasását reflexió,
A metaadatok attributumok formájában tárolhatók. Az atrributumok az Attribute osztályból származnak, ami sok hasznos eszközt ad. Lehetővé teszi, hogy az osztályt alkotója extra információval lássa el, ami az osztály felhasználói számára sokféleképpen lehet hasznos az alkalmazás módjától, témájától függően.

## Pointer utasítások
A Java bájtkódjával szemben a CIL biztosítja az ldind, stind, ldloca utasításokat, és más utasításokat is az adat- és függvénypointerek kezelésére. Ez inkább a C++ kód menedzseléséhez hasznos, de nem biztonságos környezetben a C# nyelvben is lehet pointereket használni.
```
class
 
A
 
{

   
public
:
 
virtual
 
void
 
__stdcall
 
meth
()
 
{}

};

void
 
test_pointer_operations
(
int
 
param
)
 
{

	
int
 
k
 
=
 
0
;

	
int
 
*
 
ptr
 
=
 
&
k
;

	
*
ptr
 
=
 
1
;

	
ptr
 
=
 
&
param
;

	
*
ptr
 
=
 
2
;

	
A
 
a
;

	
A
 
*
 
ptra
 
=
 
&
a
;

	
ptra
->
meth
();

}

```

A megfelelő CIL kód:
```
.
method
 
assembly
 
static
 
void
 
modopt
([
mscorlib
]
System
.
Runtime
.
CompilerServices
.
CallConvCdecl
)
 

        
test_pointer_operations
(
int32
 
param
)
 
cil
 
managed

{

  
.
vtentry
 
1
 
:
 
1

  
// Code size       44 (0x2c)

  
.
maxstack
  
2

  
.
locals
 
([
0
]
 
int32
*
 
ptr
,

           
[
1
]
 
valuetype
 
A
*
 
V_1
,

           
[
2
]
 
valuetype
 
A
*
 
a
,

           
[
3
]
 
int32
 
k
)

// k = 0;

  
IL_0000
:
  
ldc
.
i4
.0
 

  
IL_0001
:
  
stloc
.3

// ptr = &k;

  
IL_0002
:
  
ldloca
.
s
   
k
 
// load local's address instruction

  
IL_0004
:
  
stloc
.0

// *ptr = 1;

  
IL_0005
:
  
ldloc
.0

  
IL_0006
:
  
ldc
.
i4
.1

  
IL_0007
:
  
stind
.
i4
 
// indirection instruction

// ptr = &param

  
IL_0008
:
  
ldarga
.
s
   
param
 
// load parameter's address instruction

  
IL_000a
:
  
stloc
.0

// *ptr = 2

  
IL_000b
:
  
ldloc
.0

  
IL_000c
:
  
ldc
.
i4
.2

  
IL_000d
:
  
stind
.
i4

// a = new A;

   
IL_000e
:
  
ldloca
.
s
   
a

  
IL_0010
:
  
call
       
valuetype
 
A
*
 
modopt
([
mscorlib
]
System
.
Runtime
.
CompilerServices
.
CallConvThiscall
)
 
'
A
.{
ctor
}
'
(
valuetype
 
A
*
 
modopt
([
mscorlib
]
System
.
Runtime
.
CompilerServices
.
IsConst
)
 
modopt
([
mscorlib
]
System
.
Runtime
.
CompilerServices
.
IsConst
))

  
IL_0015
:
  
pop

// ptra = &a;

  
IL_0016
:
  
ldloca
.
s
   
a

  
IL_0018
:
  
stloc
.1

// ptra->meth();

  
IL_0019
:
  
ldloc
.1

  
IL_001a
:
  
dup

  
IL_001b
:
  
ldind
.
i4
 
// reading the VMT for virtual call

  
IL_001c
:
  
ldind
.
i4

  
IL_001d
:
  
calli
      
unmanaged
 
stdcall
 
void
 
modopt
([
mscorlib
]
System
.
Runtime
.
CompilerServices
.
CallConvStdcall
)(
native
 
int
)

  
IL_0022
:
  
ret

}
 
// end of method 'Global Functions'::test_pointer_operations

```

## Példa
A "Hello, world!" program C# nyelven:
```
 
class
 
HelloWorldApp

 
{

    
static
 
void
 
Main
()

    
{

        
System
.
Console
.
WriteLine
(
"Hello world."
);

    
}

 
}

```

Ugyanez CIL nyelven:
```
 
.
assembly
 
HelloWorld

 
.
class
 
auto
 
ansi
 
HelloWorldApp

 
{

     
.
method
 
public
 
hidebysig
 
static
 
void
 
Main
()
 
cil
 
managed

     
{

          
.
entrypoint

          
.
maxstack
 
1

          
ldstr
 
"Hello world."

          
call
 
void
 
[
mscorlib
]
System
.
Console
::
WriteLine
(
string
)

          
ret

     
}

 
}

```

CIL szintaxisban:
```
.
method
 
private
 
hidebysig
 
static
 
void
 
Main
(
string
[]
 
args
)
 
cil
 
managed

{

    
.
entrypoint

    
.
maxstack
  
2

    
.
locals
 
init
 
(
int32
 
V_0
,

                  
int32
 
V_1
)

              
ldc
.
i4
.
2

              
stloc
.
0

              
br
.
s
       
IL_001f

    
IL_0004
:
  
ldc
.
i4
.
2

              
stloc
.
1

              
br
.
s
       
IL_0011

    
IL_0008
:
  
ldloc
.
0

              
ldloc
.
1

              
rem

              
brfalse
.
s
  
IL_001b

              
ldloc
.
1

              
ldc
.
i4
.
1

              
add

              
stloc
.
1

    
IL_0011
:
  
ldloc
.
1

              
ldloc
.
0

              
blt
.
s
      
IL_0008

              
ldloc
.
0

              
call
       
void
 
[
mscorlib
]
System
.
Console
::
WriteLine
(
int32
)

    
IL_001b
:
  
ldloc
.
0

              
ldc
.
i4
.
1

              
add

              
stloc
.
0

    
IL_001f
:
  
ldloc
.
0

              
ldc
.
i4
     
0
x3e8

              
blt
.
s
      
IL_0004

              
ret

}

```

Ez azt mutatja, hogyan működik a CIL VM-közeli nyelven. Fordításkor a metódusokat táblákban tárolja, és az utasításokat bájtokban az assemblyn belül, ez a Portable Executable forma.

## Generálás
A CIL assemblyt és utasításokat vagy a fordító, vagy az IL Assembler (ILAsm) alkalmazás generálja, ami a végrehajtási környezettel jön.
A CIL kód visszafordítható az IL Disassemblerrel (ILDASM). Vannak további eszközök, mint a .NET Reflector, ami CIL-ből magasabb szintű nyelvre fordít, mint C# vagy Visual Basic. Emiatt a CIL könnyen visszafejthető, hasonlóan a Java bájtkódhoz. Vannak eszközök, amelyekkel a forrás nehezen olvashatóvá tehető, amiből ugyanaz fordul, mint az eredeti.

## Végrehajtás
A futásidejű fordítás (JIT) a bájtkódot közvetlenül a CPU számára végrehajthatóvá fordítható. A konverziót szakaszonként hajtja végre a végrehajtás alatt. Eközben nyújt környezetspecifikus optimalizációt, futásidejű típusbiztonságot, és assembly verifikációt is nyújt. Ehhez a JIT megvizsgálja a metaadatokat, hogy van-e illegális hozzáférés, és ennek megsértését megfelelően kezeli.
A CPU-kompatibilis végrehajtási környezet lehetőséget ad az előzetes fordításra is (AOT). Ez lehetővé teszi a futás felgyorsítását. Ezt .NET Frameworkben a Native Image Generator (NGEN) hajtja végre, és a Mono is képes rá.

## Fordítás
Ez a szócikk részben vagy egészben  a   Common Intermediate Language című angol Wikipédia-szócikk fordításán alapul.  Az eredeti cikk szerkesztőit annak laptörténete sorolja fel. Ez a jelzés csupán a megfogalmazás eredetét és a szerzői jogokat jelzi, nem szolgál a cikkben szereplő információk forrásmegjelöléseként.